# Marcello Fagiolo
Marcello Fagiolo (Roma, 28 maggio 1941) è uno storico dell'arte e storico dell'architettura italiano.

## Biografia
Figlio del poeta e architetto Mario dell'Arco e di Anna Maria Manmano, fratello del critico Maurizio Fagiolo dell'Arco, Marcello Fagiolo nasce a Roma nel 1941.
Già professore ordinario di Storia dell’Architettura presso l’Università di Roma La Sapienza, si laurea in storia dell'arte con G.C. Argan nel 1963. Assistente volontario presso la Facoltà di Architettura di Roma dal 1963; Libero Docente in Storia dell'Architettura (1968); Professore di Storia dell'Architettura a Milano (dal 1969) poi a Firenze (dal 1974; Direttore di Dipartimento nel 1987-89) e a Roma “La Sapienza” (dal 2000).
Ha fondato e diretto la rivista di architettura "Psicon" (Firenze, 1974-77), piattaforma di dibattito e sperimentazione per il metodo "psicoiconologico". Direttore di "QUASAR. Quaderni di storia dell'architettura e restauro" (Firenze 1989-93). Dal 1988 è membro del Comitato direttivo di "Palladio. Rivista di storia dell'architettura e restauro". Ha diretto le collane editoriali "Heliopolis: idee di città" (Officina), "Roma: storia, cultura, immagine" (Gangemi), "Barocco in Sicilia" (Ediprint), "L'immagine storica della città” (Electa Napoli).
È stato Segretario-Tesoriere del CIHA-Italia. Dal 1980 dirige i Corsi Internazionali di Alta Cultura dell'Accademia dei Lincei. Fonda e/o dirige il "Centro di studi sulla cultura e l'immagine di Roma" (1981), il "Centro Internazionale di Studi sul Barocco in Sicilia" (1982), il "Centro di Studi sul Barocco della Provincia di Lecce" (1989). Vicepresidente dell'"Istituto Zorzi per le arti dello spettacolo" (Firenze, 1988) e del "Centro di Studi sul Barocco napoletano" (1993).
Consulente del Ministero per i Beni Culturali dal 1980, riveste successivamente le cariche di Segretario scientifico dei Comitati Nazionali per Bernini e Raffaello, di Coordinatore del Comitato Nazionale per Sisto V e di Presidente dei Comitati Nazionali per Pirro Ligorio e per “Roma e la nascita del Barocco”. Presidente del Comitato Nazionale per lo studio e la conservazione dei giardini storici. Membro della Giunta esecutiva dell’Istituto Nazionale di Studi Romani. È socio dell’Accademia Etrusca, dell’Arcadia e dell’Accademia Nazionale dei Lincei.
Dal 1980 coordina il programma nazionale pluriennale "Arte e cultura nell'Italia del Seicento", promuovendo mostre e convegni in varie regioni italiane e la fondazione di Centri di Studi sul Barocco. Coordina il programma nazionale "Centri e periferie del Barocco", che interagisce coi programmi internazionali pluriennali dell’Unesco e del Consiglio d'Europa. Direttore dell'Atlante del Barocco in Italia (sono stati pubblicati 14 sui 50 volumi previsti). Segretario della "Edizione Nazionale delle opere di Pirro Ligorio" (sono stati pubblicati 8 volumi sui 40 volumi programmati). È membro del Gruppo dei Romanisti dal 2014.
Tra i suoi volumi: La reggia di Caserta, Roma 1963; Bernini (con Maurizio Fagiolo), Roma 1966; L'architettura moderna, Roma 1967; Le Corbusier, Perriand, Jeanneret (con altri autori), Roma 1976; Chiese e cattedrali, Milano 1978; Roma dal neoclassicismo al romanticismo (con altri autori), Roma 1979; Gaudí (con altri autori), Firenze 1979; Albini (con altri autori), Milano 1978; Barocco latino-americano (con altri autori), Roma 1980; La città effimera e l'universo artificiale del giardino, Roma 1980; Natura e artificio, Roma 1981; Palermo "teatro del sole" (con M.L.Madonna), Roma 1981; La Roma dei Longhi, Roma 1982; Lecce (con V. Cazzato), Bari 1984; Roma 1300-1875 / L'arte degli anni santi (con M.L. Madonna), Milano 1984-85; Roma Sancta (con M.L. Madonna), Roma 1985; Barocco romano e barocco italiano (con M.L. Madonna), Roma 1985; Roma dei grandi viaggiatori (con altri autori), Roma 1987; Architettura e massoneria, Firenze 1988; Roma delle delizie: grotte, ninfei, fontane, Milano 1990; Roma antica, Lecce 1991; Teatri di verzura: la scena del giardino dal Barocco al Novecento (con altri autori), Firenze 1993; La città e il sacro (con altri autori), Milano 1994; Lo specchio del paradiso. I: L'immagine del giardino dall'Antico al Novecento (con M.A. Giusti), Milano 1996; Atlante del Barocco in Italia: Terra di Bari e Capitanata (con V. Cazzato e M. Pasculli Ferrara), Roma 1996; La festa a Roma dal Rinascimento al 1870, Torino 1997; Corpus delle feste a Roma: il Settecento e l'Ottocento, Roma 1997; Roman gardens, New York 1997; Lo specchio del paradiso. II: La scena del giardino dall'Antico al Novecento (con V. Cazzato e M.A. Giusti), Milano 1997; III: Il  giardino e il sacro dall'antico all'Ottocento (con M.A. Giusti), Milano 1998; La storia dei giubilei (con M.L. Madonna), vol. II, Roma 1998; Bernini e la Roma di Alessandro VII, Roma 1999 (con A. Coliva); Atlante delle grotte e dei ninfei in Italia (con V. Cazzato e M.A. Giusti),
Milano 2001-2002; Ville e giardini di Roma, Milano-Roma 2001; Roma: il verde e la città. Giardini e spazi verdi (con R. Cassetti), Roma 2002; Villa d’Este (con I. Barisi e M.L.Madonna), Roma 2003; Roma barocca: Bernini, Borromini, Pietro da Cortona (con P. Portoghesi), Milano 2006; Architettura e massoneria: l’esoterismo della costruzione, Roma 2006, Vignola: l’architettura dei principi, Roma 2007; Atlante del Barocco in Italia: le Capitali della Festa, 2 voll., Roma 2007; Studi sui Fontana (con G. Bonaccorso), Roma 2009; Giuseppe Piermarini tra barocco e neoclassico (con M. Tabarrini), Perugia 2010, La Fontana dell’Acqua Acetosa a Roma (con L. Cardilli), Roma 2010, Piante di Roma dal Rinascimento ai Catasti (con M. Bevilacqua), Roma 2012; Roma barocca: i protagonisti, gli spazi urbani, i grandi temi, Roma 2013; Lecce: Architettura e storia urbana (con V. Cazzato), Galatina 2013; Gianicolo. Il colle aureo della cultura internazionale, della sacralità e della memoria (con C. Benocci), Roma 2016; Monte Mario: dal medioevo alle idee di parco (con A. Mazza), Roma 2016.
Per l'Istituto della Enciclopedia Italiana ha curato: Immagini del Barocco (1982), Gianlorenzo Bernini architetto (1983-84), Roma e l'antico nell'arte e nella cultura del '500 (1985), Bernini scultore e l'unità delle arti visive (1986), Baldassarre Peruzzi. Pittura, scena e architettura nel '500 (1987).
Per l'Istituto Poligrafico dello Stato: Raffaello e l'Europa (1991), Centri e periferie del barocco (1992), Sisto V (1992).
Nel 2014, in occasione dei cinquant’anni di studi intercorsi dalla pubblicazione del suo primo libro ("Funzioni, simboli e valori della Reggia di Caserta", 1963), è stata pubblicata l'opera "La festa delle arti. Scritti in onore di Marcello Fagiolo per cinquant'anni di studi", a cura di Vincenzo Cazzato, Sebastiano Roberto e Mario C.A. Bevilacqua, 2 voll., per i tipi di Gangemi Editore.

## Libri principali
- La reggia di Caserta, Roma 1963
- Bernini: una introduzione al Gran Teatro del Barocco (con Maurizio Fagiolo), Roma 1967
- L'architettura moderna, Roma 1967
- Il Revival (con altri autori), Milano 1974
- Le Corbusier, Perriand, Jeanneret (con altri autori), Roma 1976
- Chiese e cattedrali, Milano 1978
- Roma dal neoclassicismo al romanticismo (con altri autori), Roma 1979
- Gaudí (con altri autori), Firenze 1979
- Albini (con altri autori), Milano 1978
- Barocco latino-americano (con altri autori), Roma 1980
- La città effimera e l'universo artificiale del giardino, Roma 1980
- Natura e artificio, Roma 1981
- Palermo “teatro del sole” (con M.L. Madonna), Roma 1981
- La Roma dei Longhi, Roma 1982
- Lecce (con V. Cazzato), Bari 1984
- Roma dei grandi viaggiatori (con altri autori), Roma 1987
- Roma delle delizie. I teatri dell'acqua: grotte, ninfei, fontane, Milano 1990
- Roma antica, Lecce 1991
- Teatri di verzura: la scena del giardino dal Barocco al Novecento (con altri autori), Firenze 1993
- La città e il sacro (con altri autori), Milano 1994
- Lo specchio del paradiso. I) L'immagine del giardino dall'Antico al Novecento. II) La scena del giardino dall'Antico al Novecento. III) Il giardino e il sacro dall'antico all'Ottocento (con M.A. Giusti), 3 volumi, Milano 1996, 1997, 1998
- Atlante del Barocco in Italia: Terra di Bari e  Capitanata (con V. Cazzato e M. Pasculli Ferrara), Roma 1996
- Roman gardens, New York 1997
- Ville e giardini di Roma, Milano-Roma 2001
- Villa d'Este (con I. Barisi e M.L. Madonna), Roma 2003
- Architettura e massoneria: l'esoterismo della costruzione, Roma 2006
- Vignola: l'architettura dei principi, Roma 2007

## Libri e cataloghi delle principali esposizioni
- Immagini del Barocco (con G. Spagnesi), Ist. Enciclopedia Italiana, Roma 1982
- Gianlorenzo Bernini architetto (con G. Spagnesi), Ist. Enciclopedia Italiana, 2 voll., Roma 1983-84
- Roma 1300-1875 / L'arte degli anni santi (con M.L. Madonna), Milano 1984-85
- Roma Sancta (con M.L. Madonna), Roma 1985
- Barocco romano e barocco italiano (con M.L. Madonna), Roma 1985
- Roma e l'antico nell'arte e nella cultura del ‘500, Ist. Enciclopedia Italiana, Roma 1985
- Bernini scultore e l'unità delle arti visive, Ist. Enciclopedia Italiana, Roma 1986
- Baldassarre Peruzzi. Pittura, scena e architettura nel ‘500 (con M.L. Madonna), Ist. Enciclopedia Italiana, Roma 1987
- Raffaello e l'Europa, Ist. Poligrafico dello Stato, Roma 1991
- Centri e periferie del barocco, Ist. Poligrafico dello Stato, 3 voll., Roma 1992
- Sisto V (con M.L. Madonna), Ist. Poligrafico dello Stato, Roma 1992
- La festa a Roma dal Rinascimento al 1870, Torino 1997
- Corpus delle feste a Roma: il Settecento e l'Ottocento, Roma 1997
- La storia dei giubilei (con M.L. Madonna), vol. II, Roma 1998
- Bernini e la Roma di Alessandro VII (con A. Coliva), Roma 1999
- Atlante delle grotte e dei ninfei in Italia (con V. Cazzato e M. A. Giusti), 2 voll., Milano 2001-2002
- Roma: il verde e la città. Giardini e spazi verdi nella costruzione della forma urbana (con R. Cassetti), Roma 2002
- Roma barocca: Bernini, Borromini, Pietro da Cortona (con P. Portoghesi), Milano 2006
- Atlante del Barocco in Italia: le Capitali della Festa, 2 voll., Roma 2007.